# Weichenstelleisen
Als Weichenstelleisen, Weichenstellstange, Weicheneisen, Weichenstange, Weichenspieß, Weichenschwert, oder bei der Straßenbahn Wien auch Weichenkrücke, wird eine hüfthohe Eisenstange bezeichnet, die dem Fahrer oder Schaffner eines Straßenbahnzuges dazu dient, Weichen mit straßenbahntypisch fahrbahnbündigen Antrieben  manuell umzustellen. Es betrifft sowohl echte Handweichen als auch stellbare Rückfallweichen und Weichen mit elektrischen Antrieben bei Ausfall der Regelbedienung. Es hat oben einen Griff in Form einer Querstange oder einer Schlaufe und ist unten zugespitzt. Die Deckplatten von Straßenbahnweichenantrieben sind dafür mit einem Schlitz versehen, darunter liegt ein Hebel mit passender Aufnahme. Das Weicheneisen wird in diese eingesetzt, durch Bewegen quer zur Fahrtrichtung lässt sich die Weiche umstellen. Durch das federbelastete Kippverhalten von üblichen Straßenbahnweichenantrieben gelangen sie nach dem Überwinden der Mittellage selbsttätig in die neue Endlage. In einigen Betrieben war und ist es auch üblich, die abliegende Zunge mit dem Weicheneisen anzudrücken. Das Weicheneisen wird in der Regel im Führerstand mitgeführt oder ist außen an der Fahrzeugfront befestigt. In Verbindung mit einem öffnungsfähigen Stirnwandfenster ist es möglich, Weichen umzustellen, ohne dafür abzusteigen. Dafür gab es beispielsweise in Wien und Berlin besonders lange Weicheneisen. Bei Weichen mit Antrieben in Fernbahnbauart sowie Rückfallweichen mit Handgewicht, Federglied und Weichenbockschloss sind Weicheneisen nicht verwendbar.
Bei der Strassenbahn Basel heißen die Eisen im Fahrer-Jargon Fahrgastberuhiger.
- Prager Triebwagenführer beim Umstellen einer Weiche

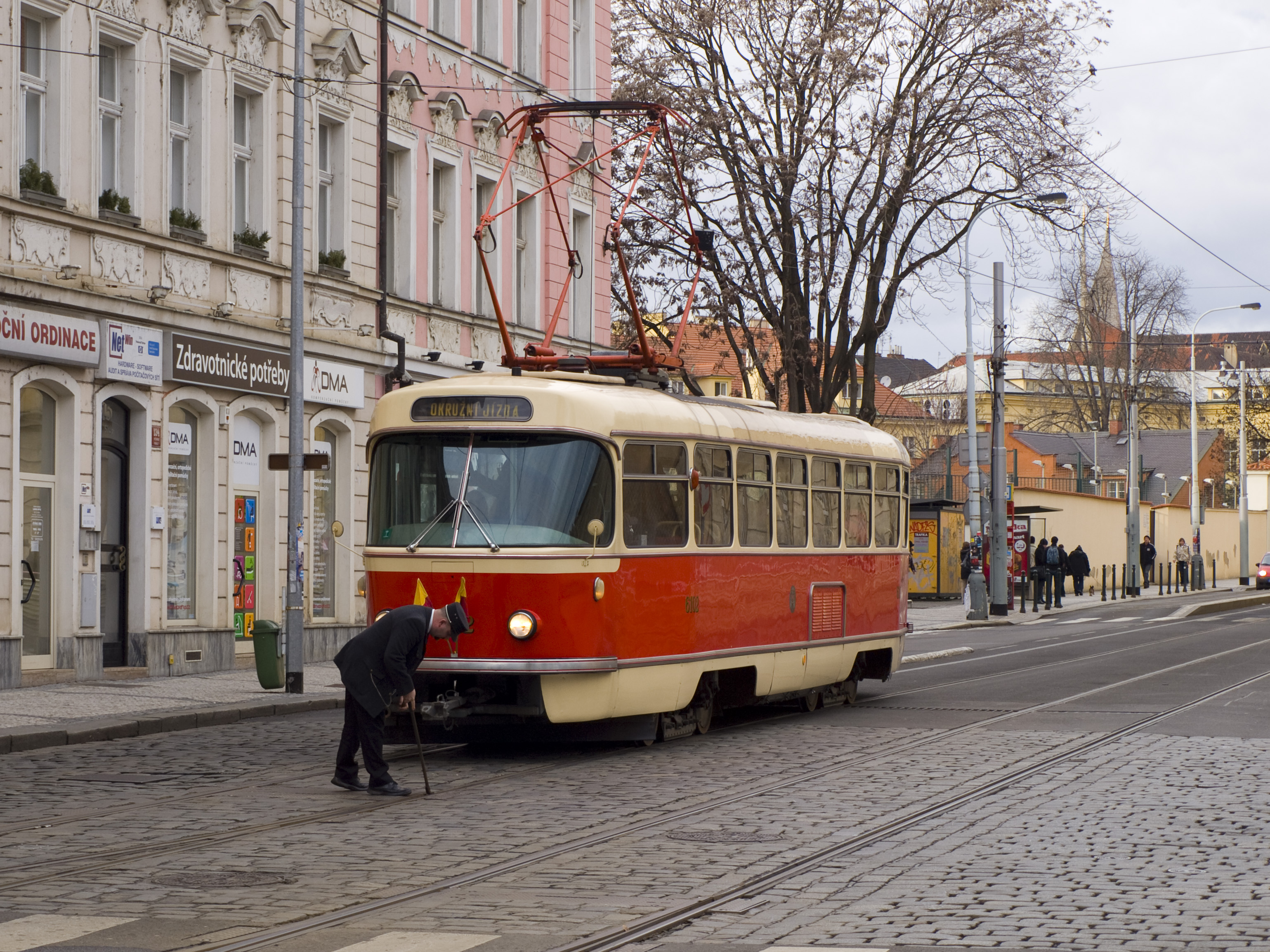
Prager Triebwagenführer beim Umstellen einer Weiche
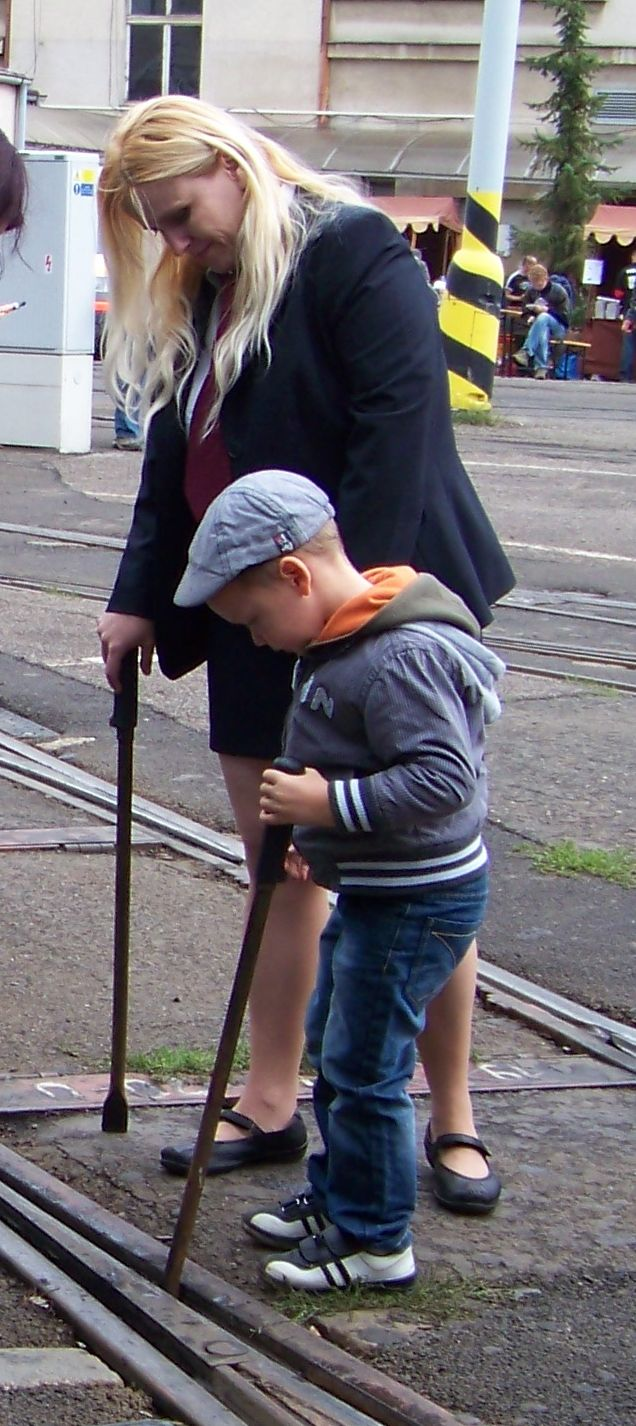
Demonstration zweier Weichenstelleisen
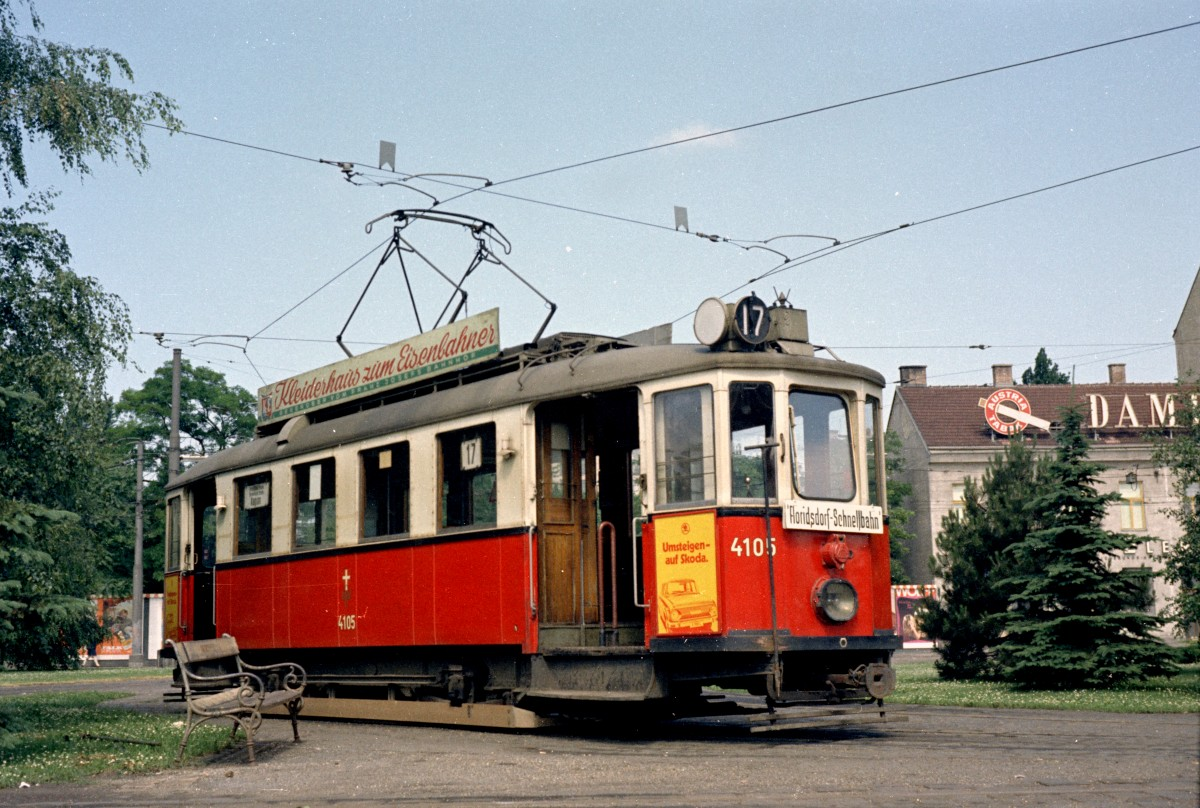
Wiener Straßenbahnwagen Typ M mit außen mitgeführter Weichenkrücke

- Wiener Straßenbahnwagen Typ M mit außen mitgeführter Weichenkrücke
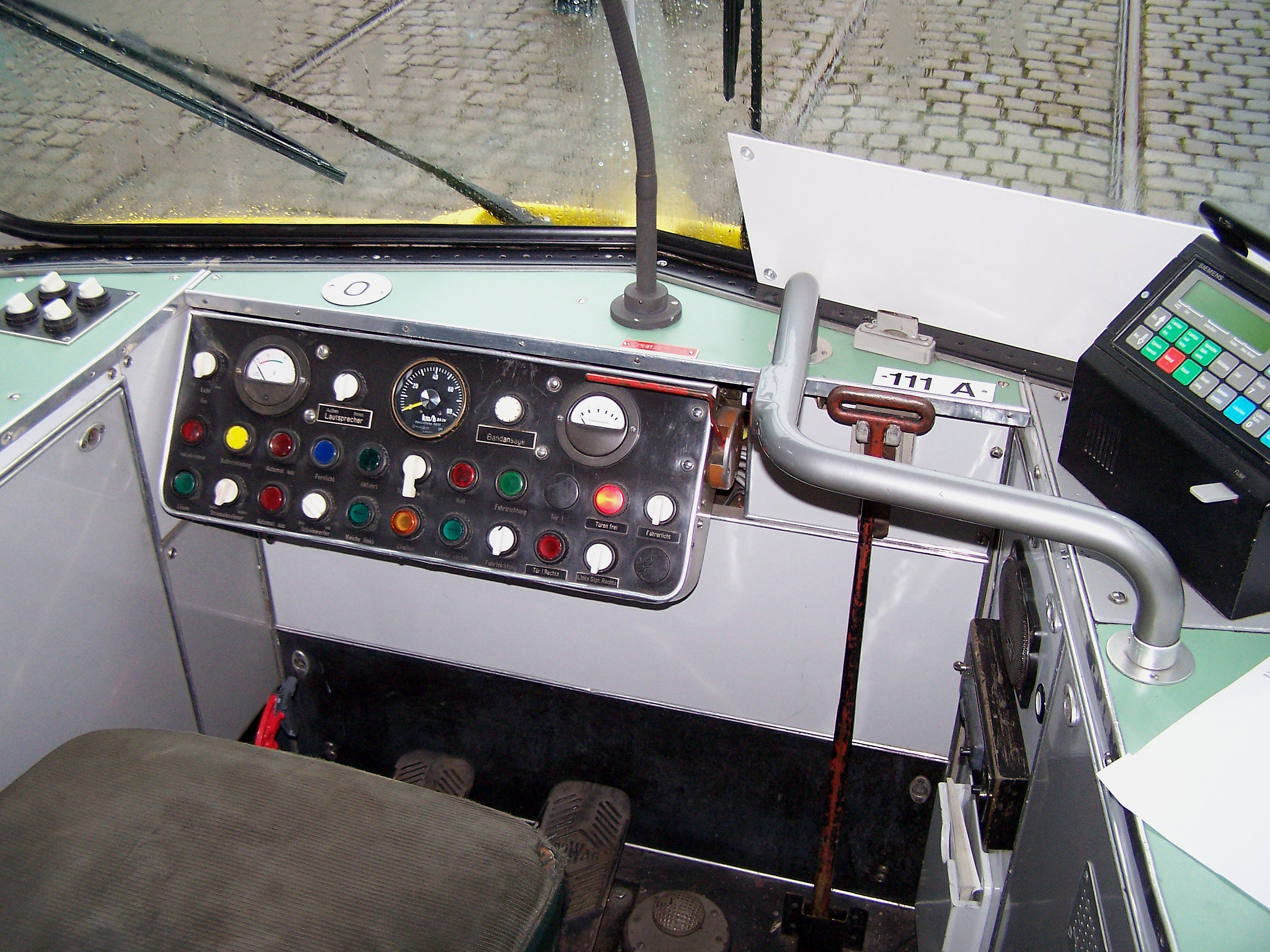
Im Führerstand mitgeführtes Weichenstelleisen in Frankfurt am Main
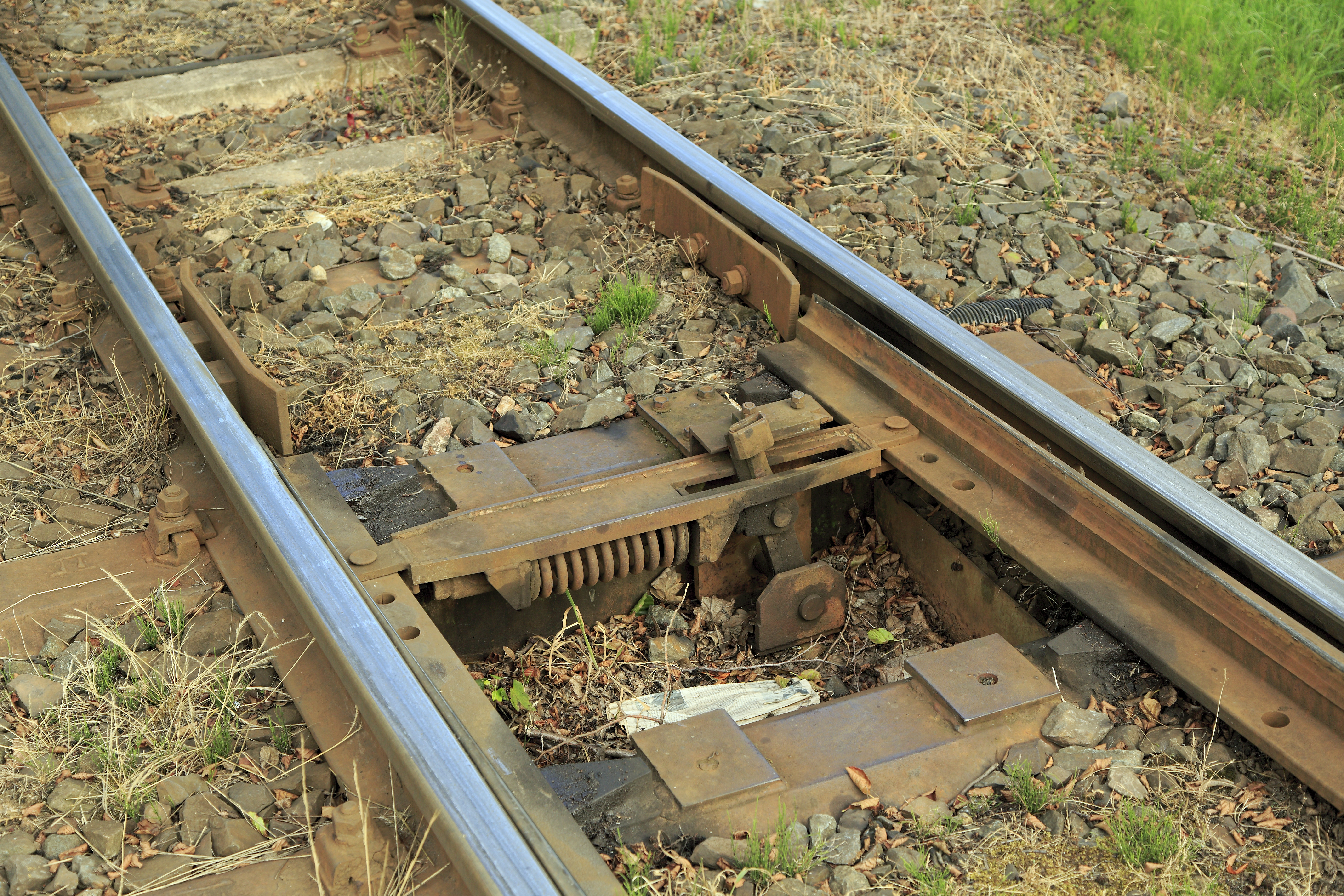
Umstellbarer, freiliegender Rückfallweichenantrieb mit Aufnahme für das Weicheneisen, Bad Tabarz
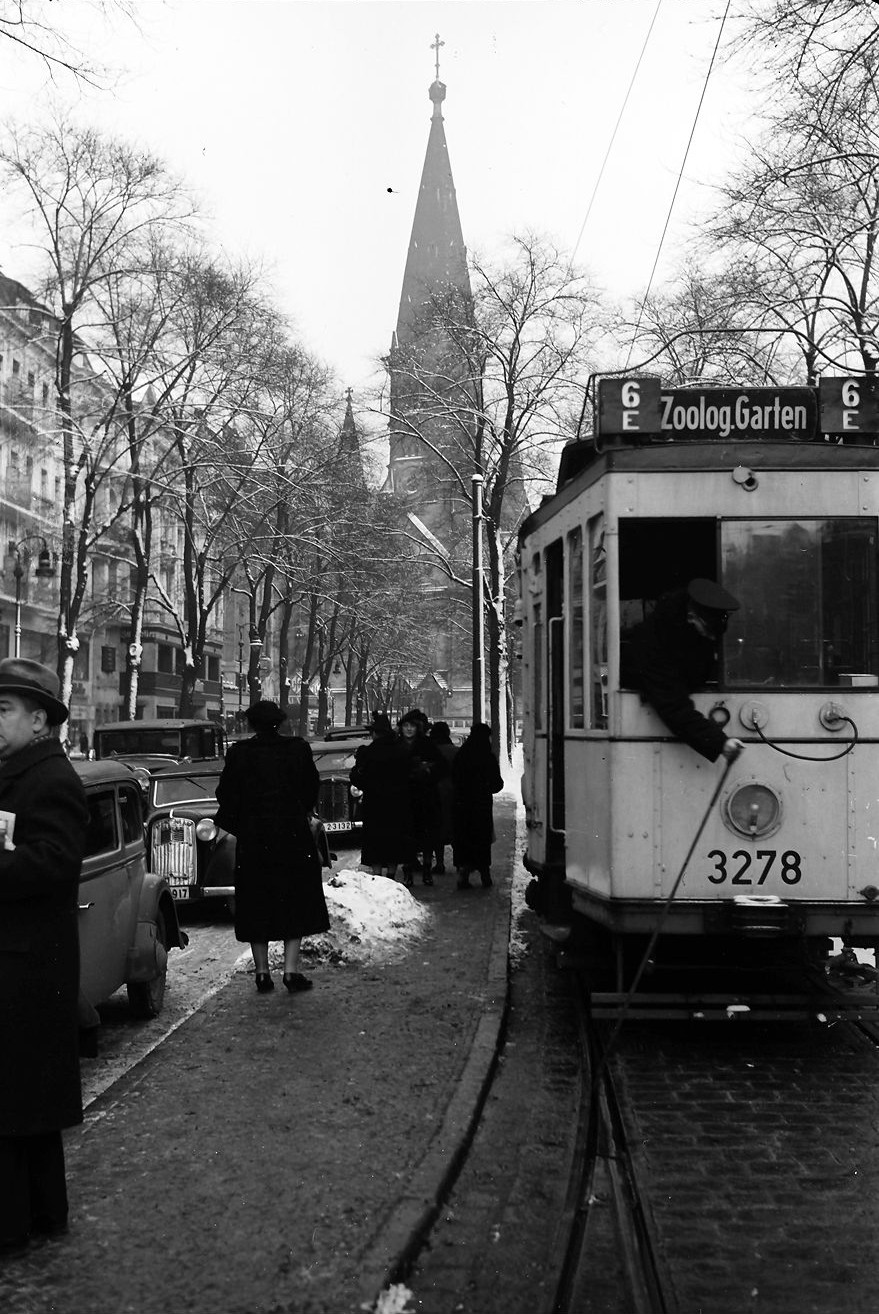
Berliner Straßenbahnfahrer beim Umstellen einer Weiche am Kurfürstendamm, 1939

- Umstellbarer, freiliegender Rückfallweichenantrieb mit Aufnahme für das Weicheneisen, Bad Tabarz
- Berliner Straßenbahnfahrer beim Umstellen einer Weiche am Kurfürstendamm, 1939